# Aboe Sufyan
Aboe Sufyan (Arabisch: أبو سفيان بن حرب) (Mekka, 561 - Medina, 652) was een metgezel en oude tegenstander van Mohammed die zich omstreeks de inname van Mekka door moslims tot de islam heeft bekeerd. Zijn volledige naam is Aboe Sufyan Sahr ibn Harb ibn Umayya, iemand die in Mekka leefde en terugkeerde.
Aboe Sufyan werd geboren in een rijke familie in Mekka in 561. Zijn vader Harb ibn Umayya was een vooraanstaande man bij de Qoeraisj. Zijn moeder was Safiyya bint Hazm. Aboe Sufyan heeft zich openlijk en fel tegen Mohammed en zijn geloof verzet en heeft als legerleider van de Mekkanen bij de Slag bij Uhud en bij de Slag bij de Gracht vele moslims gedood.
Na zijn bekering nam Aboe Sufyan deel aan de belegering van Syrië en aan verschillende militaire expedities waarbij hij één oog verloor (aan blindheid). Hij overleed in 652 in Medina.
Zijn zoon Moe'awija had zich openlijk verzet tegen het kalifaat van Ali ibn Abu Talib die door opstandelingen in 661 werd vermoord. Moe'awija is de stichter van de Omajjaden-dynastie.